# 布施ラインシネマ
布施ラインシネマ（ふせラインシネマ）は、かつて大阪府東大阪市足代新町7-4にあったシネマコンプレックス（映画館）。
1933年（昭和8年）に開業した昭栄座を初めとする複数の映画館を統合させ、1997年（平成9年）12月13日にシネコンとして開業。2020年（令和2年）2月29日に閉館した。閉館時点では東大阪市唯一の映画館だった。

## 歴史
- 1933年（昭和8年）9月 - 布施昭栄座（後のラインシネマ南館）開業[4][5]。
- 1949年（昭和24年）12月 - 東大阪劇場（後の布施東劇→ラインシネマ南館）開業[4][5]。
- 1952年（昭和27年）8月 - 布施リオン座（後のラインシネマ北館→本館）開業[4][5]。
- 1997年（平成9年）12月13日 - リオン座を改装して布施ラインシネマに改称。リニューアルオープン[4]。
- 2001年（平成13年）6月30日 - 布施東劇と昭栄座を統合。両者を布施ラインシネマ南館とする[4]。
- 2010年（平成22年）9月5日 - ラインシネマ南館閉館。北館（7スクリーン）のみの営業となる。
- 2012年（平成24年） - デジタル上映システム導入[4]。
- 2020年（令和2年）2月29日 - 閉館[2][3]。

## 概要
地元映画興行会社である岡島興業株式会社が運営する独立系の映画館である。同社はフェスティバルゲートで営業していた映画館の「動物園前シネフェスタ」を運営するシネフェスタ株式会社にも出資していた。

### 前史
前身となる映画館のうち、昭栄座は最も古い1933年の開業である。その後1949年に東大阪劇場、1952年にリオン座を開業させ、布施駅周辺の3館体制が定着する。1955年（昭和30年）の時点では、当時の布施市内の映画館はこの3館を含めて13の映画館が存在していた。
1967年2月1日、布施市は河内市、枚岡市と合併し東大阪市となる。この結果、1969年の時点で同市の映画館は20館となったが、1970年代後半になると、同じ岡島興業が手掛けていた布施朝日劇場は消滅し、リオン座と東劇は2スクリーン体制へと移行。既存の昭栄座・昭栄シネマと共に1館2スクリーン体制となったが、1990年代に入るとリオン座は3スクリーンに増加した。

### シネコン時代
1993年4月29日にワーナー・マイカル・シネマズが大阪府岸和田市に関西1号館「ワーナー・マイカル・シネマズ東岸和田」（2008年2月3日閉館）をオープンさせると、岡島興業も既存館をシネコン化させようとする計画が浮上する。その結果1997年12月13日、リオン座を7スクリーン、1145席のシネマコンプレックスに全面改築し布施ラインシネマとして再開館。開館直後の同年12月20日に封切られた『タイタニック』（ジェームズ・キャメロン監督）は驚異的な大ヒットとなった。
府内でもシネコンが増加した21世紀に入ると、同社が運営していた布施昭栄座、布施昭栄シネマ（2スクリーン、520/210席）を改築させ、2001年6月30日より布施ラインシネマ南館（3スクリーン、616席）とし増館。これに伴い同社が運営していた布施東劇（2スクリーン、250/150席）は閉館となり、従来の布施ラインシネマを布施ラインシネマ北館と改称し、北館、南館の総称を布施ラインシネマ10とした。統合後の同年7月20日には宮崎駿監督の『千と千尋の神隠し』が封切られている。ラインシネマとして再開館してからは長年大手ファーストフード店のマクドナルドが同施設内に併設されていた（閉館時は居酒屋「旬肴旨酒 りの」が入居していた）。
2010年代に入ると小阪国際劇場が姿を消し（2010年3月31日閉館）、東大阪市の映画館はラインシネマ10スクリーンのみとなったが、2010年9月5日をもって南館を閉館（現在はローソン東大阪足代一丁目店が立地）。名称を布施ラインシネマに戻し従来の北館7スクリーンのみとなった。更に2012年からはデジタル上映システムを導入し、パブリックビューイング等の非映画コンテンツ興行も積極的に行った。
2015年3月7日 - 13日には、前年（2014年）1月に封切られた『かあちゃんに贈る歌』が上映され、上映期間中には同作の葉七はなこ監督や介護関係者を迎えてのトークショーが開催された。また2017年8月には『キセキの葉書』（ジャッキー・ウー監督）が上映されており、あだち理絵子は満席の中で観賞したことを自身のブログで語っている。
元号が令和に変わった2019年前後から、動画配信などのサブスクリプション方式が全国的に台頭していくようになる。そして同年9月14日に閉館が発表され、2020年2月29日、『イエスタデイ』（ダニー・ボイル監督）の上映を最後に閉館。ラインシネマとして22年2か月、昭栄座から通算して87年間に及ぶ歴史に幕を閉じた。この閉館により東大阪市内から映画館がすべて消滅し、東大阪市民は主に大阪・難波や八尾市まで映画観賞に足を運ばなければならない状況となっている。
ラインシネマの建物は閉館後に解体され、跡地には地上14階建てのマンション「ハイラインIII」が2023年1月に竣工した。

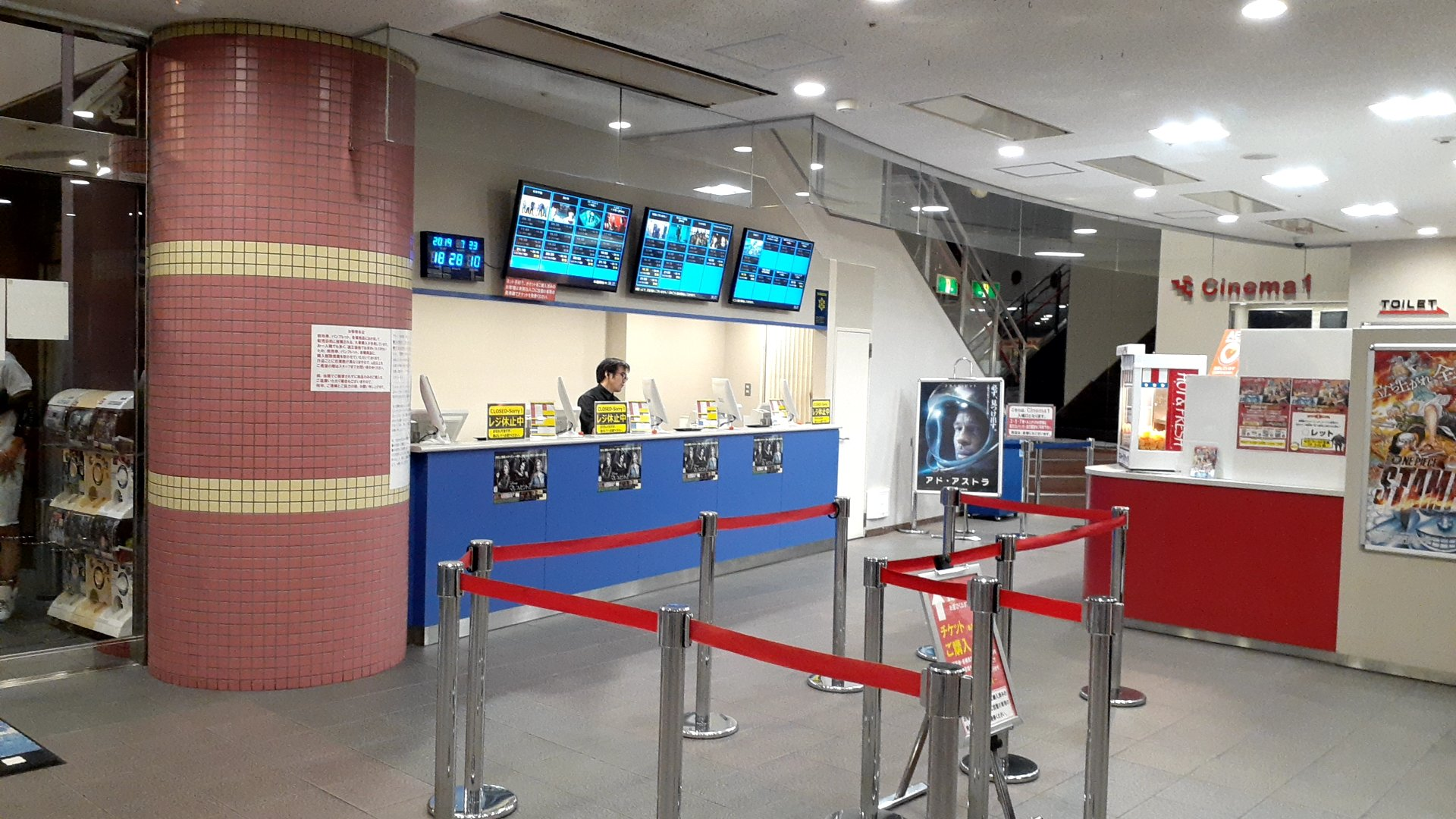
カウンター
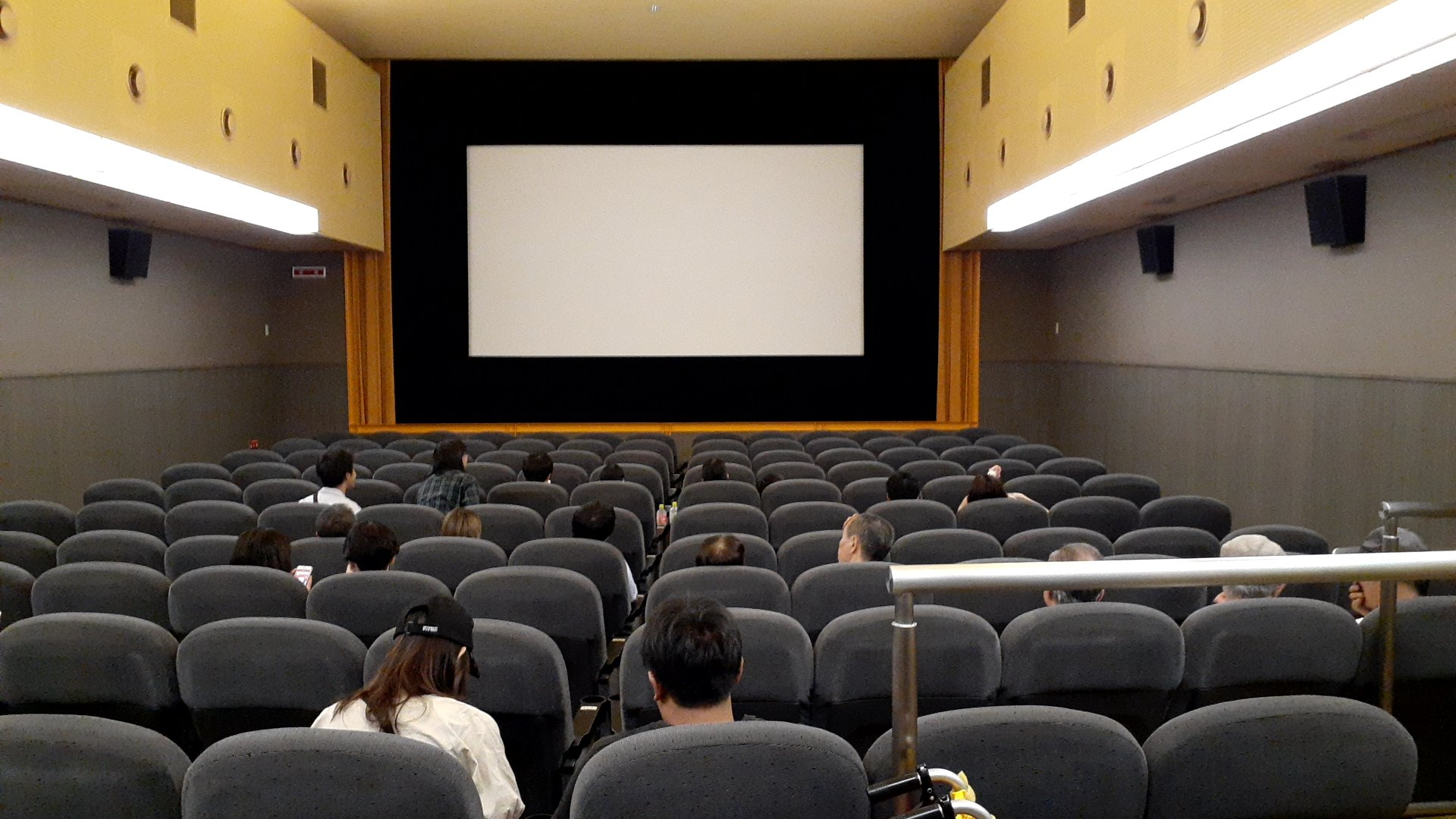
ホール
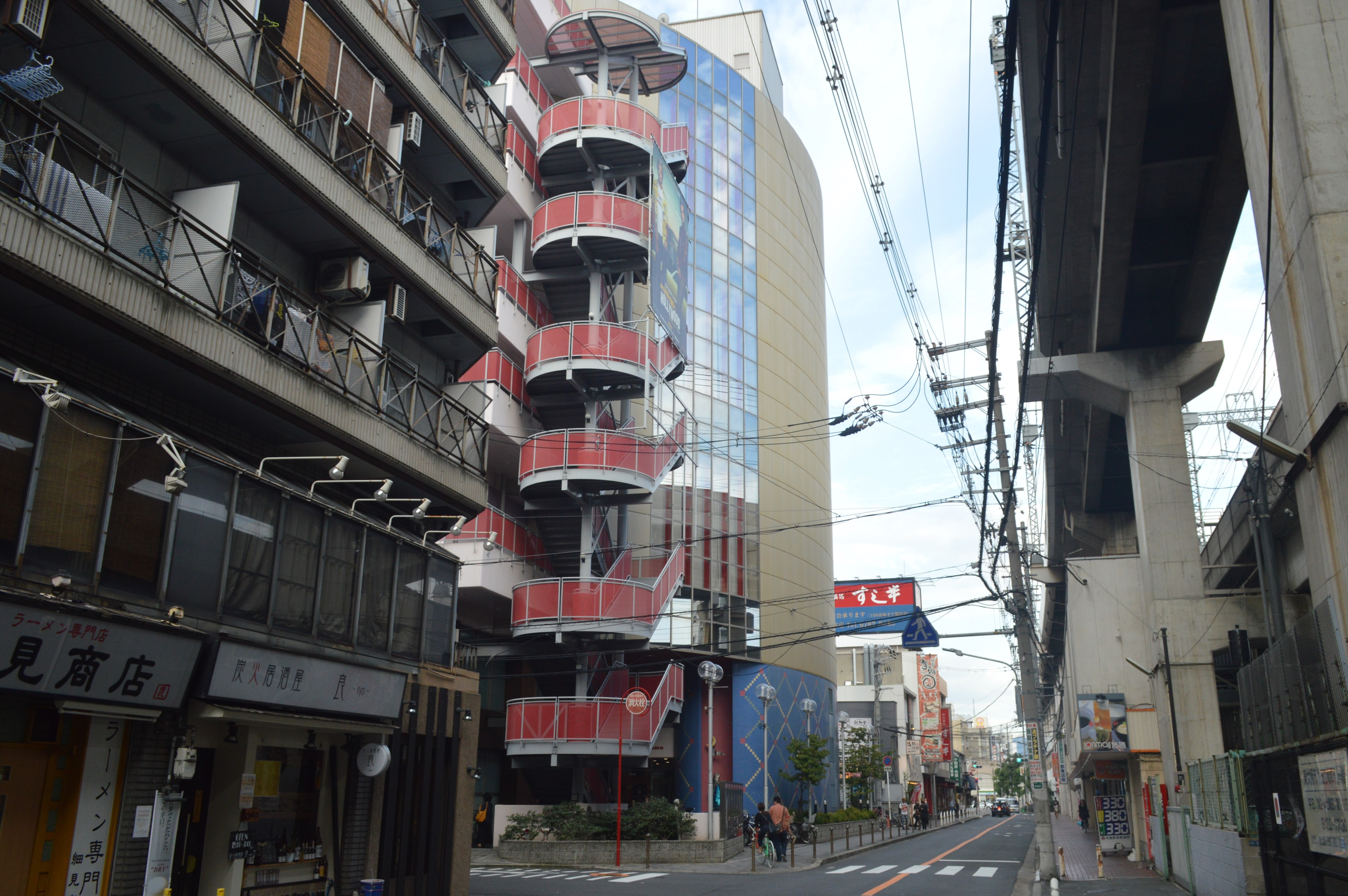
布施ラインシネマと近鉄の高架（右）

## 閉館時の施設概要

### 旧・北館
フロア構成は1階がチケットカウンター、2階がスクリーン1、3階がスクリーン2・3、5階がスクリーン4・5、7階がスクリーン6・7となっていた。
| スクリーン | 席数 | 設備              |
| ---------- | ---- | ----------------- |
| 1          | 201  | SRD-EX、DTS、SDDS |
| 2          | 183  | SRD、DTS          |
| 3          | 132  | SRD、DTS          |
| 4          | 183  | SRD、DTS          |
| 5          | 132  | SRD、DTS          |
| 6          | 111  | SRD               |
| 7          | 203  | SRD-EX、DTS、SDDS |

### 旧・南館
| スクリーン | 席数 | 設備     |
| ---------- | ---- | -------- |
| 8          | 106  | SRD      |
| 9          | 106  | SRD      |
| 10         | 404  | SRD、DTS |